# Футуристичка архитектура
Футуристичка архитектура је рођена у раном 20. веку као облик архитектуре коју карактеришу изражени хроматизам, дугачке динамичке линије, које сугеришу брзину, покрет, хитност и лирски израз: била је део футуризма, уметничког покрета основаног од стране Филипа Томаза Маринетија, који је израдио први манифест, Манифест футуризма, 1909. године. Овај покрет је привукао не само песнике, музичаре и сликаре (као што су Умберто Бочони, Ђакомо Бала, Фортунато Деперо и Енрико Прамполини) већ и архитекте. Култ Доба машина и чак глорификације рата и насиља су били међу темама футуриста (неколико истакнутих футуриста су били убијени након што су су добровољно отишли у Први светски рат). Каснија група је укључивала архитекту Антонија Сант-Елија, који је, иако је градио мало, превео футуристичку визију у урбану форму.

## Историја италијанског футуризма
Године 1912, три године након Марнетијевог Манифеста футуризма, Антонио Сант-Ели и Марио Кијатоне учествовали су у изложби Nuove Tendenze (лит. Нови трендови) у Милану. Године 1914. група је представила своју изложбу са ”Поруком” Сант-Елија, која је касније уз допринос Филипа Томаза Маринетија постала Manifesto dell’Architettura Futurista (Манифест футуристичке архитектуре”). Незванично, Бочони је радио на сличном манифесту, али је Маринети преферирао Сант-Елијево дело.
Касније током 1920. написан је још један манифест. Написао га је Вирђилио Марки, а звао се Manifesto dell’Architettura Futurista–Dinamica (Манифест футуристичке архитектуре-динамика”). Оторино Алојзио је радио у стилу који је утврдио Марки; пример Casa del Fascio у Асти.